# Bitwa pod Hajfongiem
Bitwa pod Hajfongiem 1849.
W roku 1849 flotylla Brytyjskiej Kompanii Wschodnioindyjskiej składająca się z 3 okrętów skierowała się w rejon Zatoki Tonkińskiej celem zniszczenia działających tam grup piratów pod wodzą Shap Ng-tsaia (chiń. 十五仔; pinyin Shí Wǔzǐ). Dnia 20 października Brytyjczycy pojawili się w rejonie Hajfongu, a następnie w zatoce rzeki Cấm napotkali znaczną liczbę dżonek pirackich. Jednostki pirackie ostrzelano pociskami i rakietami, niszcząc w trakcie trwającej 3 dni operacji 58 dżonek. Straty piratów wyniosły 3000 zabitych, rannych i jeńców. 
Źródło
- Leksykon bitew świata, Wyd. Almapress, Warszawa 2004.